# Династија Гавра
Гавра је била важна византијска племићка породица која је била посебно истакнута крајем 11. и почетком 12. века, чланови породице су се истакли као полу-независни владари Халдије,
Породица Гавра се први пут помиње крајем 10 века, када је Константин Гавра учествовао у побуни Варде Склира. Генерал Теодор Гавра је заузео Трапезунт и завладао њиме и темом Халдија, као независном државом. Постао је познат по својим ратничким способностима и касније је био поштован као светац у целом региону. Његов син Константин Гавра је такође постао гувернер Халдије између 1119. и 1140. године и владао је као полунезависни кнез. Многи чланови породице ступили су у службу Турака Селџука у 12. и 13. веку. У 14. веку је забележено да су многи од Гавра заузимали административне положаје у Византији, државни службеници и научници посебно познати по својој опсежној преписци са главним византијским књижевним и политичким личностима тог периода. Михаило Гавра и његов брат Јован долазе до изражаја. Један огранак породице владао је кнежевином Теодоро на Криму.

## Порекло и први чланови
Породица Гавра се први пут помиње у североисточном делу византијског света, у провинцији Халдија, са средиштем у Трапезунту. Етничко порекло породице је непознато. Било је много спекулација о њиховом пореклу, а већина њих се заснивала на етимологији имена породице и на локацији на којој су се први пут појавили.
Александар Васиљев и Александар Каждан су предложили јерменско порекло за презиме породице, као „згодно решење“, али презиме „Гавра“ највероватније није јерменско. већ грчко, понтијско грчко, сугерисано је и персијско и лазко порекло презимена, али се и ове могућности сматрају прилично неуверљивим. Вероватнија тумачења укључују мишљење Јакоба Филипа Фалмерајера да је име изведено из арамејско-сиријске формуле. „г-б-р“, што указује на „херој“ или „човек“ и сугестију Константина Амантоса да је име искварено/хипокористичко име „Гаврило“ (тј. Божији човек), које потиче из истог корена. Историчар Ентони Брајер сматра да је ово име сродно арапском кафиру, персијском габру или турском гавуру, терминима који значе „неверник“, што је прикладно за хришћанско-муслиманско погранично подручје где се Гавре први пут појављују.
Неки историчари, укључујући Брајера, окарактерисали су Гавре као „Греко-Лазе“. Брајер је касније ревидирао своје гледиште и написао да су Гавре највероватније били само староседеоци Халди, пошто је Унутрашња Халдија, њихова матична регија, била изван области грчког, лазког или јерменског насеља. Унутрашња Халдија је била регија са својим посебним идентитетом: планинска област, једва да је била погођена хеленизацијом и очувала је традиционалну и архаичну друштвену структуру, са сићушним поседима усредсређеним на планинска упоришта.
Први познати члан породице, Константин Гавра, учествовао је у побуни Варде Склира 976–979, и погинуо је у бици 979.. Патрикије Гавра се појављује 1018. године, који је био ослепљен јер је заједно са бугарским великашем Елемагом планирао да обнови недавно покорено бугарско царство; нејасно је, међутим, у каквој је вези са халдијским Гаврама, или да ли је можда бугарски племић. Године 1040., један Михаило Гавра је био један од вођа неуспеле аристократске завере против Константина доместика схола, брата цара Михаила IV (1034–1041). И он је био ослепљен заједно са својим колегама завереницима.

## Гавре као аутономни владари у Халдији
Први важнији члан породице био је Теодор Гавра. Родом из Халдије, био је енергичан и храбар човек. Освојио је Трапезунт од Турака 1075. године, а цар Алексије I Комнин га је 1081. именовао за гувернера (дуку) Халдије. Гавра је владао Халдијом као практично независтан владар, и до своје смрти у бици 1098. године, успешно се борио против Данишменда, Турака и Грузијаца. Постао је херојска фигура и у понтској грчкој и у туркоманској поезији, а Православна црква га је канонизовала као мученика и свеца. Од своје прве жене, Ирине (вероватно Таронитисе), Теодор је имао сина Григорија Гавру, који је држан као талац у Цариграду, где је у почетку био верен са једном од ћерки севастократора Исака Комнина, а касније са Маријом Комнином, ћерком цара Алексија I. Теодор је покушао да га ослободи 1091. године, али није успео. Ништа се даље не зна о Григорију Гаври, али он је можда идентичан Григорију Тарониту, који је као дукс Халдије 1103–1106 такође предводио побуну против цара Алексија I.  Још један члан породице, Константин Гавра, није познато да ли је и како био у сродству са  Теодором, такође је постављен за дукса Халдије од стране цара Јована II Комнина (1118–1143) око. 1119. Владао је практично самостално од 1126. до 1140. године, када га је цар Јован II покорио. Његови подвизи су такође чинили део обимне усмене традиције на Понту, али је такозвана „Песма о Гаври“, записана око 100. године. 1900. године, показало се као модерно дело из других средњовековних извора.
Успех Гавра у стварању мање или више аутономног домена није изненађујући: североисточна Мала Азија, укључујући Халдију, имала је дугу историју незадовољства са централном византијском владом у 11. веку, уз помоћ њеног мешаног грчког и јерменског становништва - последњи је уведен почетком 11. века и брзо је постао доминантан у понтском залеђу. Већ пре битке код Манцикерта 1071. године, одметнути франачки плаћеник Роберт Криспин направио је тврђаву Колонеју као центар посебног домена, а наследио га је 1073. Расел де Баилеул. Дакле, када се Теодор Гавра појавио у Трапезунту 1075. и поново 1081. године, он је био виђен као домородачки вођа понтских Грка у приморју, а његов режим се ослањао на локалне снаге, односно на старе тематске намете провинције. Турски пандан и главни ривал Гаврама били су даншкимендидски емири Неоцезареје и Севастеје. С друге стране, како Брајер коментарише, „иако су ривали, Гавре и Данишмендиди вероватно имали више заједничког једни са другима него што су имали са Комнинима из Константинопоља или Селџуцима из Иконије“; њих двојица су се често удруживали једни с другима, посебно против покушаја њихових сизерена да их потчине, а Гавре су упамћени као галантни непријатељи у туркоманској херојској поезији.

## Служба код Комнина и Селџука
Након колапса њихове независне моћи, многи од Гавра су дошли да служе под новим Селџучким султанатом у Иконији, док су други отишли да служе царевима Комнинима у Константинопољу и углавном су изгубили везе са Понтом.
Већ 1140-их, један безимени члан породице борио се на страни Селџука и био је заробљен и погубљен од стране цара Манојла I Комнина (1143–1180) 1146. године. Други Гавра, вероватно син првог, пребегао је из Византије код султана Килиџ Арслана II (1155–1192) и постао један од његових водећих саветника. Можда је идентичан или је отац везира султана Килиџ Арслана II током последњег дела његове владавине (око 1180–1192), Ихтијар ал-Дин Хасан ибн Гавра. Остали чланови породице у селџучкој служби су Константин Гавра, вероватно син дукса Константина, који је "издао" цара док је био у дипломатској мисији 1162/3.; неименовани Гавра који је оптужен за тровање султана Килиџ Арслана II 1192. године; Јован Гавра („Ђовани де Гавра“), који је послат у дипломатску мисију у Европу у име султана Кајкубада I 1234–1236; и Михаила („Михаил бар Гавра“) који је био лекар у Малатији око. 1256.
С друге стране, пансеваст и севаст Михаило Гавра је био генерал цара Манојла I Комнина, борећи се против Мађара и Селџука, а ородио се са царском династијом поставши зет Андроника Комнина.

## У позној Византији и Трапезунтском царству
Презиме Гавра је још увек посведочено у византијском свету током 13. и 14. века, али је породица изгубила свој престиж. Неки од Гавра овог периода били су сељаци који су прихватили презиме својих господара, а већина чланова породице који су били потврђени у државној служби били су ниски службеници.
Под Никејским царством, Гавре се појављују у Македонији и западној Малој Азији. А пансеваст и севаст Јоанакис или Јоаникије Гавра помиње се 1216; мегалопипханестатос Григорије Гавра помиње се као управник једног села у близини Прилепа 1220-их година, а његов рођак, пансеваст и севаст Стефан Гавра, био је активан у близини Охрида; један Јован Гавра је продао земљу у близини Милета 1236. године; а Константин Гавра је био протопапас („старији свештеник“) милетске митрополије око. 1250. У периоду Палеолога, пансеваст и севаст Христофер Гавра је умро као монах око. 1264/5; Манојло Дука Комнин Гавра је посведочен као добротвор једног манастира 1300; други чланови породице се повремено помињу у правним документима, епиграмима или преписци као активни у Цариграду и македонским градовима попут Сера или Бера. Гавра Комнин, непознатог имена, био је на положају „војног судије“ (критес тоу пхоссатоу), а Манојло Фил га је забележио као „убицу варвара“; а Јован Гавра Кабалариос је био хетаиреиарх у Серу око. 1348; други члан породице држао је имање пронију у Каламарији пре 1347. Друге Гавре су били кметови (пароикои), везани за велика имања: Михаило Гавра на Леросу 1263; Димитрије и његови синови Михаило и Филотеј, као и вероватно сродник Василије Гавра, као пароикои из манастира Есфигмен у Рентини око. 1300; коначно, Димитрије Гавра Хрито[у]с и Георгије Гавра су били пароикои из манастира Ксиропотам у Ребеникеји у раном 14. веку.
Међутим, најпознатији од Гавра из доба Палеолога је Михаило Гавра, сакеларије Цариградске патријаршије и „најплоднији од свих византијских писаца писма“ (А. Брајер), чија преписка обухвата период 1305–1341. већина главних политичких и књижевних личности његовог времена. Имао је и брата Јована, који је написао теолошку расправу против доктрина Григорија Паламе.
Неколико Гавра је такође остало на Понту, где су ступили у службу Трапезунтског царства, које су успоставили прогнани Комнини непосредно пре распада Византијског царства Четвртим крсташким ратом 1204. године: најзначајнији, члан породице је био гувернер Синопе током кратког периода када га је Трапезунт преузео од Турака (око 1254. или 1258/9 – 1265. или 1267/8). Други чланови породице помињу се као земљопоседници, углавном у бандону (провинцији) Мацука, јужно од Трапезунта: Андроник Гавра, вероватно у 13. веку; а Георгије Гавра 1344/5; Козма, војсковођа (полемарх) у бандону Мацуке 1378; и Теодор Гавра у Гемори почетком 15. века.

## На Криму и у кнежевини Теодоро
Научници обично идентификују грану породице Гавра са породицом познатом из руских извора као „Ховра“. Ова породица је владала малом кнежевином Теодоро, која је основана средином 14. века на југозападном Криму (у области „Готија”) и опстала је све док је нису освојили Турци Османлије 1475. године. Јужни Крим је био део Византијског царство до касног 12. века, а затим је дошло под контролу Трапезунтског царства током једне генерације, али је задржало блиске везе са понтском обалом дуго након тога. Иако је изнето неколико хипотеза о томе како, када и који огранак Гавра се тамо преселио, ниједна се не може дефинитивно доказати.
Први Гавра који се помиње као владар кнежевине Теодоро је Стефан („Степан Васиљевич Ховра“), кнез Готије, који је емигрирао у Москву 1391. или 1402. заједно са својим сином Григоријем. Њих двојица су се замонашили, а Григорије је ту касније основао манастир Симонов. Руске племићке породице Ховрин и Головин су тврдиле да потичу од њих.  Стефанов син, кнез Алексије I, владао је Готијом после очевог одласка до 1444/5 или 1447. Наследио га је накратко Јован, вероватно његов син. Јованов син Алексије је умро млад око. 1446/7, а његов епитаф је саставио Јован Евгеник. Још један Алексијев син, Олубеј (Манојло), наследио је на месту кнеза око. 1447. и владао до 1458, док је кћерка Алексијева, Марија Готска, 1426. постала прва жена последњег трапезунтског цара Давида.
Након Олубејове смрти 1458, ниједан кнез није познат по имену све до Исака 1465. године, вероватно Олубејев син. Исака је 1475. свргнуо његов брат Александар због његовог проосманског става. Његова владавина је била кратка, пошто је Османско царство опсело и освојило сам Теодоро у децембру. Александар и његова породица су одведени у заробљеништво у Цариград, где је кнез посечен, син му је насилно потурчен, а жена и кћери су постале део султановог харема.

## Касније Гавре
Презиме „Гавра“ је преживело као „Гаврасов“ или „Гаврадов“ међу Грцима у Азовском мору и као „Гаврас“ у Трапезунтској Халдеји. Последњи значајни чланови породице помињу се у Константинопољу током раних векова Османског царства, као код Михаила или Мозалоса Гавра, активних око. 1555–65, или Кирил Гавра, мегас скеуофилакса Патријаршије 1604. године. Остали чланови породице су посведочени на Криту и на егејским острвима. Тако је неименовани Гавра држао земље на Санторинију почетком 17. века; а бројне Гавре се могу наћи на Хиосу и на Криту, посебно око Ситије, све до раног 19. века. Нарочито за Крит, често се претпостављало, иако без коначних доказа, да су локалне Гавре дошли директно са Понта. У црноморском региону Турске, људи чија су презимена Кавраз директно потичу од породице Гавра без дефинитивних доказа. Од пада Трапезунта па све до 20. века, чланови породице су такође емигрирали у Јерусалим и Буенос Ајрес.